# João Jorge I, Duque de Saxe-Eisenach
João Jorge I de Saxe-Eisenach (12 de Julho de 1634 - 19 de Setembro de 1686) foi um duque de Saxe-Eisenach, quinto filho do duque Guilherme de Saxe-Weimar e da princesa Leonor Doroteia de Anhalt-Dessau.

## Vida
Após a morte do seu pai em 1662, o seu irmão mais velho, o duque João Ernesto II, herdou Weimar e o seu segundo irmão, o duque Adolfo Guilherme, herdou Eisenach. João Jorge recebeu um rendimento do novo ducado de Saxe-Eisenach e passou a viver na pequena vila de Marksuhl.
Em 1668, o seu irmão Adolfo Guilherme morreu. O seu quinto filho e único herdeiro, Guilherme Augusto, nasceu oito dias após a morte do pai e tornou-se duque no momento em que nasceu. João Jorge tornou-se regente do ducado e também guardião do seu sobrinho. Guilherme Augusto morreu em 1671, com apenas dois anos de idade, e João Jorge herdou o ducado.
No ano seguinte (1672), quando o duque Frederico Guilherme III de Saxe-Altemburgo morreu sem herdeiros, foi necessário realizar um novo tratado de divisão das terras da família entre João Jorge, os seus irmãos ainda vivos e primos. João Jorge confirmou a sua posse de Eisenach e recebeu mais algumas vilas e o seu irmão mais novo, Bernardo, recebeu Jena.
João Jorge tornou-se assim fundador da linha mais recente dos duques de Saxe-Eisenach, que se extinguiu em 1741. Era o governante quando Johann Sebastian Bach nasceu no ducado em 1685.
João Jorge morreu em 1686, num acidente de caça.

## Casamento e descendência
João Jorge casou-se no dia 29 de Maio de 1661, em Wallau, com a condessa Joaneta de Sayn-Wittgenstein, herdeira de Sayn-Altenkirchen. Tiveram oito filhos juntos:
1. Leonor Edmunda de Saxe-Eisenach (13 de Abril de 1662 - 19 de Setembro de 1696), casada primeiro com o marquês João Frederico de Brandemburgo-Ansbach; com descendência. Casada depois com o príncipe-eleitor João Jorge IV da Saxónia; sem descendência. Pelo seu primeiro casamento, Leonor foi mãe da princesa Carolina de Ansbach, esposa do rei Jorge II da Grã-Bretanha;
2. Frederico Augusto de Saxe-Eisenach (30 de Outubro de 1663 - 19 de Setembro de 1684), morreu aos vinte anos de idade, no campo de batalha;
3. João Jorge II de Saxe-Eisenach (24 de Julho de 1665 - 10 de Novembro de 1698), casado com a duquesa Sofia Carlota de Württemberg-Stuttgart; sem descendência;
4. João Guilherme III de Saxe-Eisenach (17 de Outubro de 1666 - 14 de Janeiro de 1729), casado primeiro com Amélia de Nassau-Dietz; com descendência. Casado depois com Cristina Juliana de Baden-Durlach; com descendência. Casado depois com Madalena Sibila de Saxe-Weissenfels; com descendência. Casado pela última vez com Maria Cristina de Leiningen-Heidesheim; sem descendência;
5. Maximiliano Henrique de Saxe-Eisenach (17 de Outubro de 1666 - 23 de Julho de 1668), gémeo de João Guilherme. Morreu aos dois anos de idade;
6. Luísa de Saxe-Eisenach (18 de Abril de 1668 - 26 de Junho de 1669), morreu com pouco mais de um ano de idade;
7. Frederica Isabel de Saxe-Eisenach (5 de Maio de 1669 - 12 de Novembro de 1730), casada com o duque João Jorge de Saxe-Weissenfels; com descendência;
8. Ernesto Gustavo de Saxe-Eisenach (28 de Agosto de 1672 - 16 de Novembro de 1672), morreu aos quatro meses de idade.

## Genealogia
| João Jorge I de Saxe-Eisenach | Pai: Guilherme, Duque de Saxe-Weimar  | Avô paterno: João II, Duque de Saxe-Weimar           | Bisavô paterno: João Guilherme, Duque de Saxe-Weimar       |
| João Jorge I de Saxe-Eisenach | Pai: Guilherme, Duque de Saxe-Weimar  | Avô paterno: João II, Duque de Saxe-Weimar           | Bisavó paterna: Doroteia Susana do Palatinado-Simmern      |
| João Jorge I de Saxe-Eisenach | Pai: Guilherme, Duque de Saxe-Weimar  | Avó paterna: Doroteia Maria de Anhalt                | Bisavô paterno: João Jorge I, Príncipe de Anhalt-Dessau    |
| João Jorge I de Saxe-Eisenach | Pai: Guilherme, Duque de Saxe-Weimar  | Avó paterna: Doroteia Maria de Anhalt                | Bisavó paterna: Leonor de Württemberg                      |
| João Jorge I de Saxe-Eisenach | Mãe: Leonor Doroteia de Anhalt-Dessau | Avô materno: João Jorge I, Príncipe de Anhalt-Dessau | Bisavô materno: Joaquim Ernesto, Príncipe de Anhalt        |
| João Jorge I de Saxe-Eisenach | Mãe: Leonor Doroteia de Anhalt-Dessau | Avô materno: João Jorge I, Príncipe de Anhalt-Dessau | Bisavó materna: Inês de Barby-Mühlingen                    |
| João Jorge I de Saxe-Eisenach | Mãe: Leonor Doroteia de Anhalt-Dessau | Avó materna: Doroteia do Palatinado-Simmern          | Bisavô materno: João Casimiro, Conde do Palatinato-Simmern |
| João Jorge I de Saxe-Eisenach | Mãe: Leonor Doroteia de Anhalt-Dessau | Avó materna: Doroteia do Palatinado-Simmern          | Bisavó materna: Isabel da Saxónia                          |